# Zdeněk Humhal
Zdeněk Humhal (Prága, 1933. december 30. – 2015. november 24.) olimpiai ezüstérmes csehszlovák válogatott cseh röplabdázó.

## Pályafutása
Az 1955-ös és az 1958-as Európa-bajnokságon aranyérmet nyert a válogatottal. Az 1960-as brazíliai és az 1962-es szovjetunióbeli világbajnokságon az ezüstérmet szerzett csapat tagja volt.
Pályafutása utolsó nagy világversenyén, az 1964-es tokiói olimpián ezüstérmet szerzett a válogatottal.

## Sikerei, díjai
- Olimpiai játékok
  - ezüstérmes: 1964, Tokió
- Világbajnokság
  - ezüstérmes: 1960, Brazília, 1962, Szovjetunió
- Európa-bajnokság
  - aranyérmes: 1955, Románia, 1958, Csehszlovákia